# Chalifa ibn Zajid Al Nahajjan
Szejk Chalifa ibn Zajid Al Nahajjan, arab. ‏خليفة بن زايد آل نهيان‎ (ur. 25 stycznia 1948 w Al-Ajn, zm. 13 maja 2022 w Abu Zabi) – prezydent Zjednoczonych Emiratów Arabskich w latach 2004–2022.

## Życiorys
Był synem Zajida ibn Sultana Al Nahajjana, emira Abu Zabi i prezydenta Zjednoczonych Emiratów Arabskich od początku istnienia państwa (1971). W 1971 został mianowany przez ojca wicepremierem, a w 1976 zastępcą dowódcy sił zbrojnych. Kierował także Najwyższą Radą ds. Ropy Naftowej.
Po śmierci ojca w listopadzie 2004 został 2 listopada kolejnym emirem Abu Zabi, a dzień później objął urząd prezydenta Zjednoczonych Emiratów Arabskich.
Do jego zainteresowań należały tradycyjne sporty arabskie: wyścigi konne i wyścigi wielbłądów. Jego imieniem nazwany został, oddany do użytku 4 stycznia 2010 w Dubaju, najwyższy budynek świata (Burdż Chalifa).
W 2014 doznał wylewu, po czym przeszedł udaną operację.
W ostatnich latach życia władca ograniczył swoją aktywność w związku z postępującą chorobą. Po jego śmierci władze Zjednoczonych Emiratów Arabskich ogłosiły 40-dniową żałobę narodową, jak również zamknięcie ministerstw, oficjalnych podmiotów na szczeblu federalnym i lokalnym oraz sektora prywatnego na okres trzech dni. Żałobę narodową ogłosiło także kilkanaście innych państw, m.in. Kuwejt (40 dni), Bahrajn (3 dni), Katar (3 dni), Jordania (3 dni), Arabia Saudyjska (3 dni), Egipt (3 dni), Liban (3 dni), Oman (3 dni), Mauretania (3 dni), Maroko (3 dni), Brazylia (3 dni), Malediwy (3 dni), Pakistan (3 dni), Algieria (2 dni), Palestyna (1 dzień), Indie (1 dzień), Bangladesz (1 dzień), Kuba (1 dzień).

## Odznaczenia
- Order „Przyjaźń” I klasy  –  Kazachstan (10 grudnia 2001)[27]
- Łańcuch Orderu Zasługi Cywilnej – Hiszpania (23 maja 2008[28])
- Kawaler Krzyża Wielkiego Wielce Zaszczytnego Orderu Łaźni – Wielka Brytania (25 listopada 2010[29])
- Kawaler Wielkiego Orderu Mugunghwa – Korea Południowa (21 listopada 2012[30])
- Order Księcia Jarosława Mądrego I klasy – Ukraina (26 listopada 2012[31])
- Wielki Łańcuch Orderu Narodowego Krzyża Południa – Brazylia (12 listopada 2021[32])